# 程起鶚

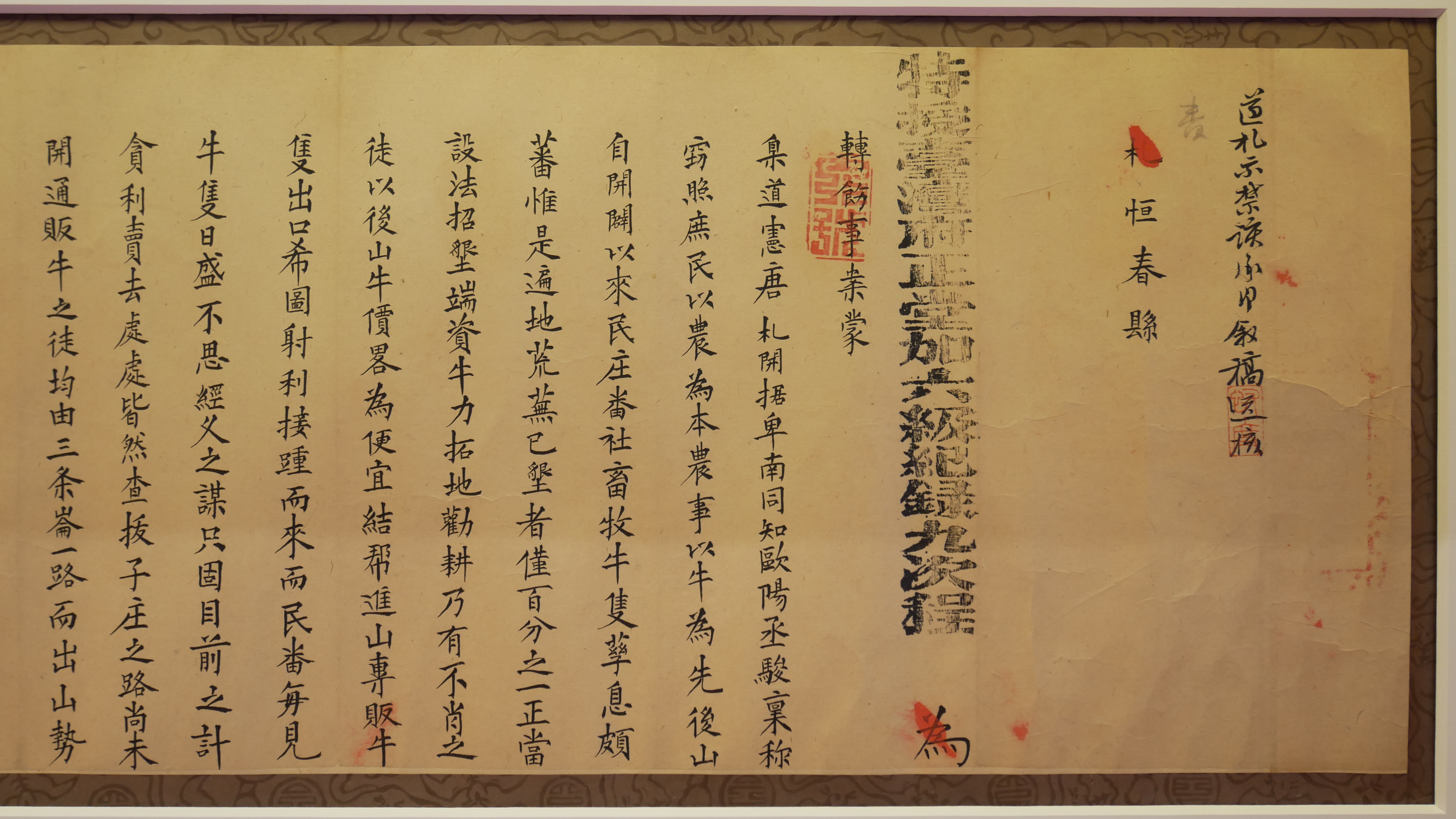
光緒十三年（1887年）臺灣府知府程起鶚轉飭恆春縣札（嚴禁後山越境販賣耕牛，國立臺灣博物館藏）

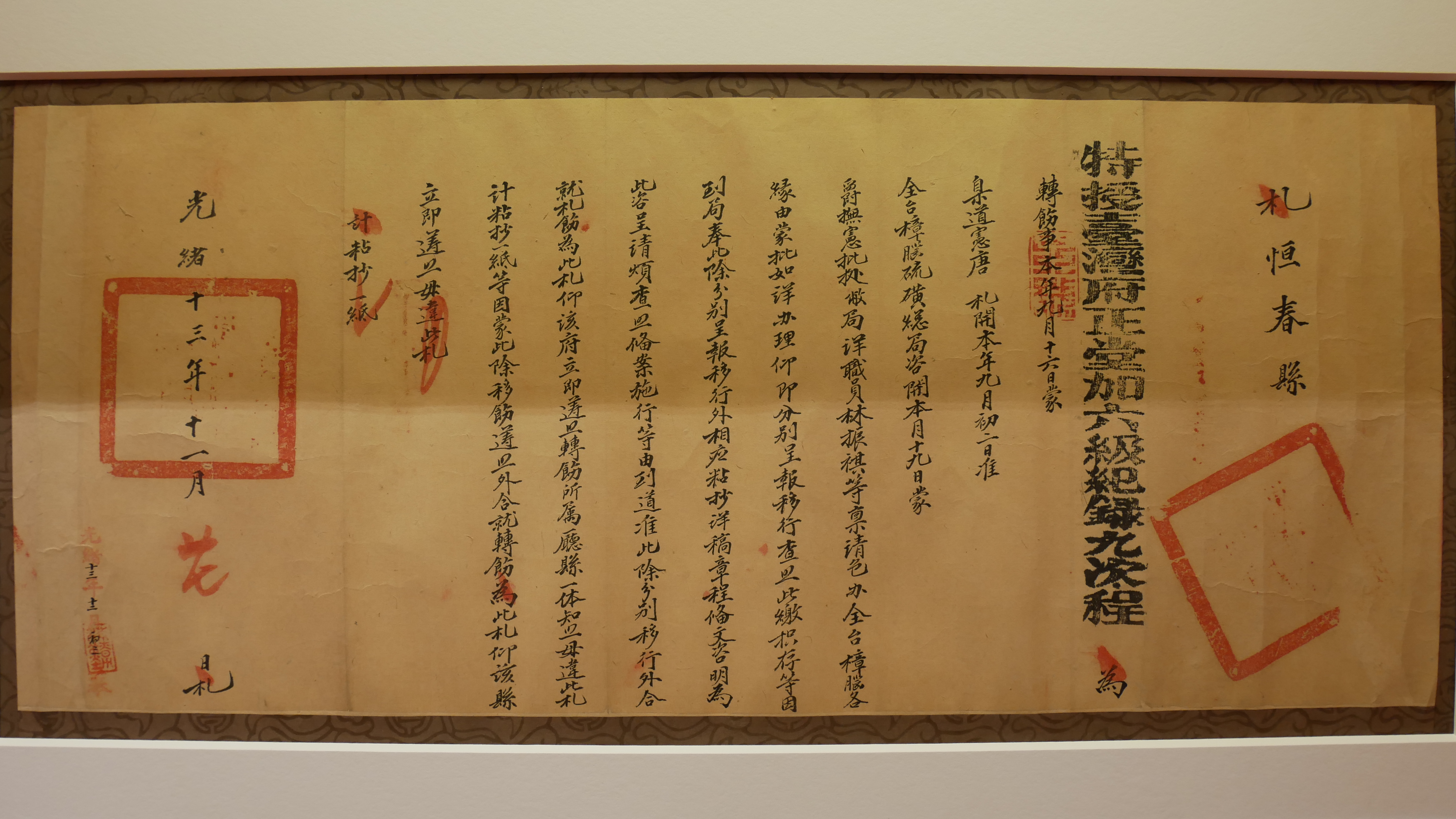
光緒十三年（1888年）臺灣府知府程起鶚轉飭恆春縣札（巡撫批准林振祺等包辦全臺樟腦，國立臺灣博物館藏）

程起鶚（？—？），為中國清朝官員，本籍浙江山陰。他於1883年擔任台湾府知府，並於1891年（光緒17年）奉旨擔任按察使銜分巡台灣兵備道，為台灣清治時期這階段受台灣巡撫與台灣布政使制約的地方官員。